# Теодор Паркер
Теодор Паркер (англ. Theodore Parker; 24 серпня 1810, Лексінгтон, штат Массачусетс — 10 травня 1860, Флоренція) — американський релігійний діяч, унітаріанський священик і соціальний реформатор, теолог, аболіціоніст і пиьменник. Представник трансценденталізму.

## Біографія

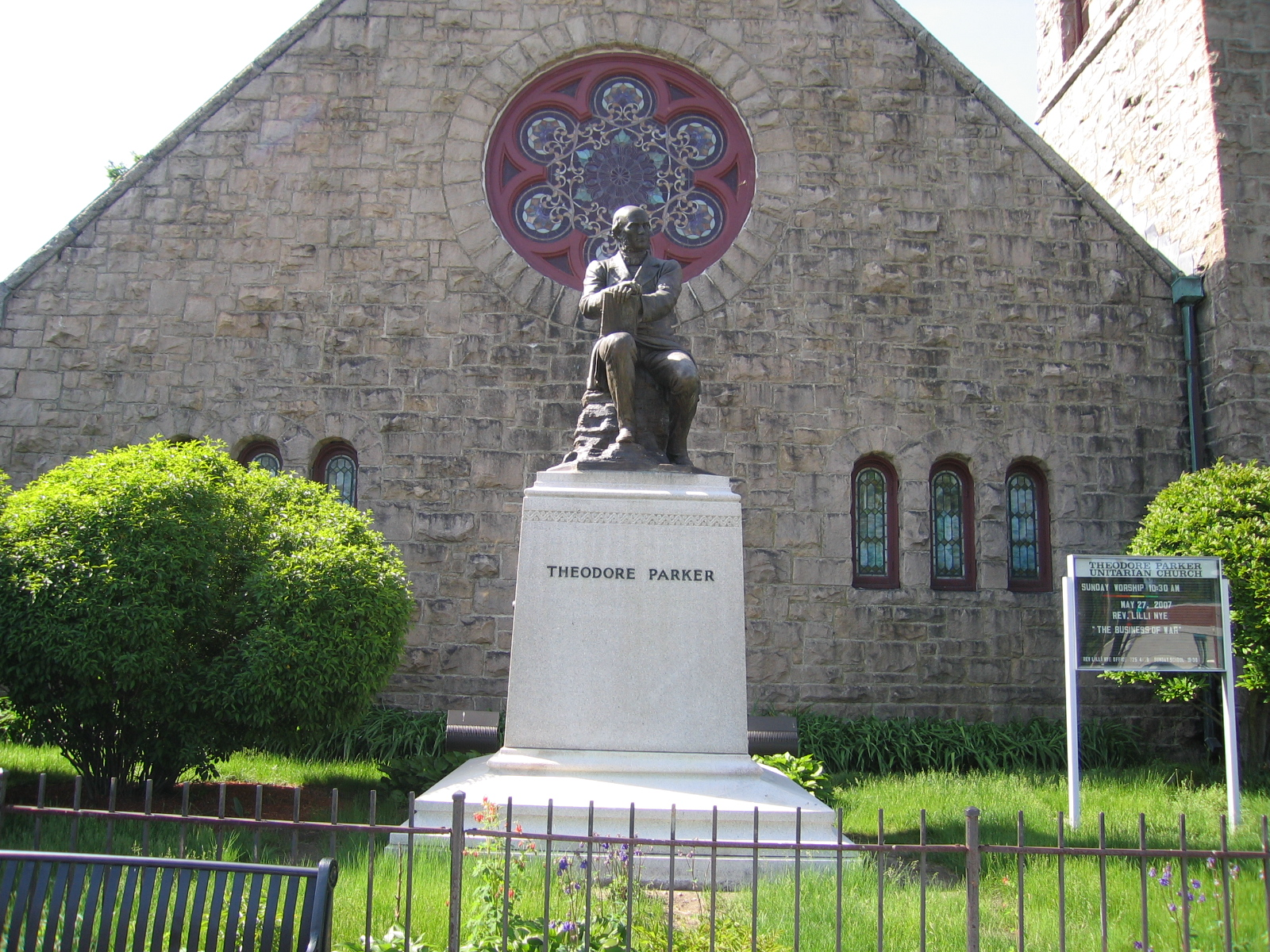
Пам'ятник Т. Паркер перед Унітарною універсалістською церквою його імені

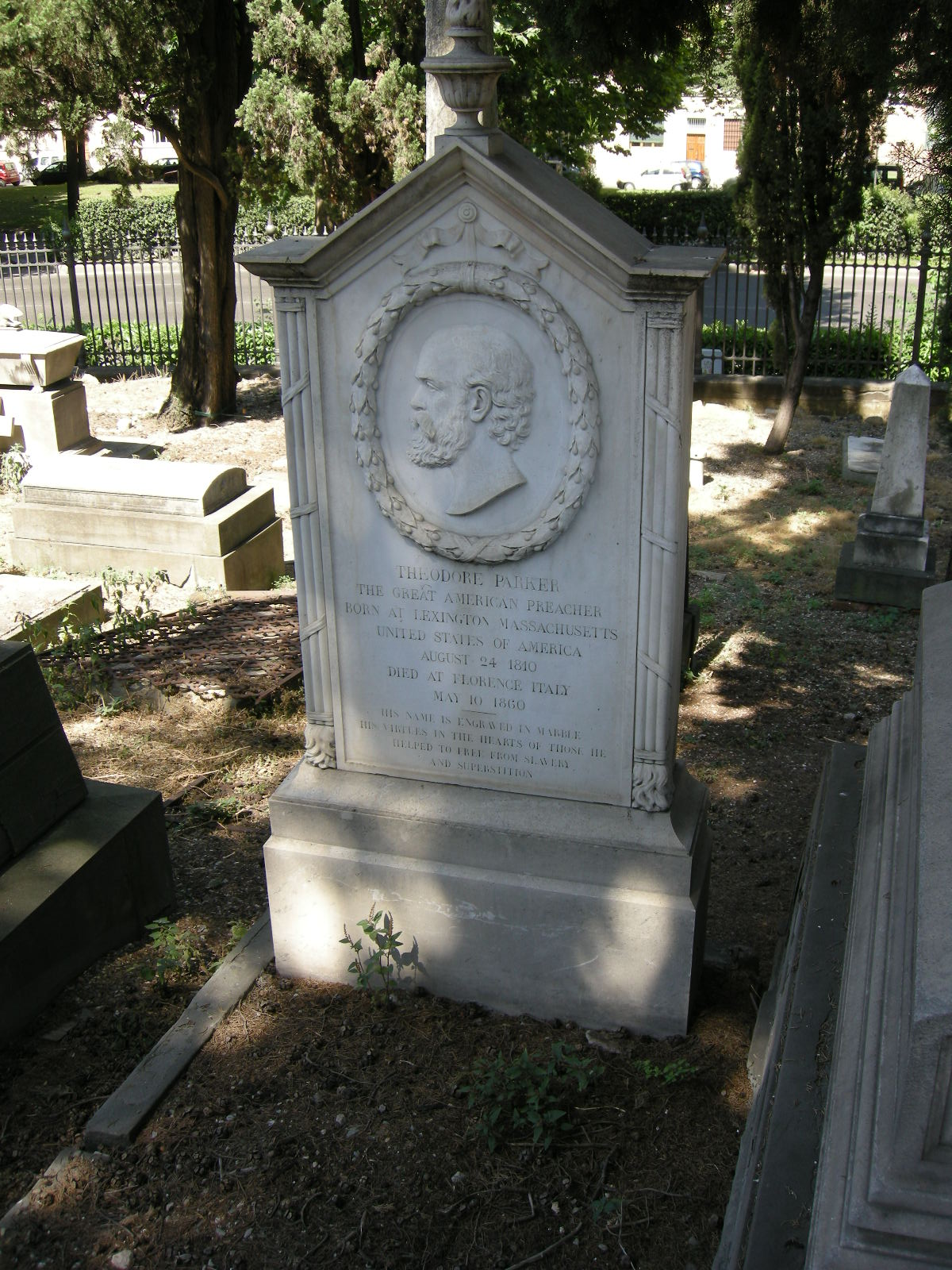
Надмогильний пам'ятник Т. Паркера на Англійському цвинтарі у Флоренції, робота скульптора Джоела Таннера Харта

У молодості працював учителем. З 1830 року навчався в Гарвардському університеті, пізніше — в Гарвардській школі богослов'я в Кембриджі, штат Массачусетс. Учень Джона Палфрі.
З 1836 року служив проповідником в унітарній церкві в Роксбері (Бостон). Його вільні реформаторські релігійні ідеї з 1840 року публікувалися в трансценденталістському журналі The Dial і викликали обурення в суспільстві, через кілька років він змушений був відставити службу і піти у відставку.
Його бостонська проповідь «Минуче і постійне в християнстві» в травні 1841 року стала широко відомою і вважається причиною розладу з унітаріями.
Побував в Англії, Німеччині, Франції та Італії. У 1844 році повернувся на батьківщину і в 1846 році став проповідником в парафіяльній церкві в Бостоні, цей пост він обіймав до самої смерті.
Брав активну участь у русі за відміну рабства і звільнення рабів. Багато в чому завдяки його зусиллям у боротьбі із Законом про рабів-утікачів у 1850–1861 роках рабів-утікачів, що сховалися в Бостоні, лише двічі видавали назад рабовласникам. Його ідеї та популярні цитати пізніше використовувалися у виступах Авраама Лінкольна та Мартіна Лютера Кінга.
Помер від туберкульозу, перебуваючи на лікуванні Італії. Похований на Англійському цвинтарі у Флоренції.

## Пам'ять
- Унітаристи-універсалісти шанують Теодора Паркера як «канонічну фігуру — модель пророчого священика в американській унітарній традиції».
- Церква у Вест-Роксбері, де Паркер провів своє перше пастирське служіння (1837–1846), в 1962 році перейменована в Унітарну універсалістську церкву Теодора Паркера. Ця назва збереглася й сьогодні.